# Ernst Kittl
Ernst Kittl (* 2. Dezember 1854 in Wien; † 1. Mai 1913 ebenda) war ein österreichischer Paläontologe und Geologe.

## Leben
Kittl studierte ab 1872 an der TH Wien und 1876 bis 1878 an der Universität Wien Geologie und Paläontologie und war 1878 bis 1882 Assistent von Ferdinand von Hochstetter und Franz Toula an der TH Wien. Ab 1882 war er am Hofmineralienkabinett und wesentlich an dessen Überführung und Neuorganisation im 1889 eröffneten Naturhistorischen Museum Wien (damals Hofmuseum) beteiligt. Er war seit 1886 Kustos-Adjunkt und seit 1893 Kustos und übernahm 1904 die geologisch-paläontologische Abteilung (ab 1912 als Direktor). 1901 habilitierte er sich dort und wurde Privatdozent und 1907 außerordentlicher Professor.
Er schrieb einen geologischen Führer des Salzkammerguts und er befasste sich als Paläontologe zunächst mit dem Tertiär (Miozän), dann mit der alpinen Trias (besonders Gastropoden). Er befasste sich sowohl mit Paläontologie von Wirbellosen als auch von Wirbeltieren. Kittl leitete für die Akademie der Wissenschaften in Wien die Ausgrabungen in der Vypustek-Höhle in Mähren. Außerdem verfasste er Gutachten in praktischer Geologie (Steinbrüche, Bohrungen, Braunkohle, Tongruben, Hydrologie).
Er war Präsident des Naturwissenschaftlichen Vereins der TH Wien und im Naturwissenschaftlichen Orientverein in Wien und gab die Mitteilungen der Sektion Naturkunde des Österreichischen Touristenklubs heraus, deren Präsident er von 1900 bis 1913 war. Er leitete in diesem Zusammenhang häufig geologische Exkursionen in die Umgebung Wiens und hielt Vorträge vor der Urania in Wien. Er wurde am Wiener Zentralfriedhof bestattet.

## Erstbeschreibungen
- Überfamilie Halobioidea KITTL 1912

## Schriften
- Über die miocänen Pteropoden von Österreich-Ungarn, Annalen k.k. Naturhist. Hofmuseum, 1, 1886, 47–74
- Die Gastropoden der Schichten von St. Cassian der südalpinen Trias, Annalen des K.K. Naturhistorischen Hofmuseums, Teil 1: Band 6, Heft 2, 1891, S. 166 – 262, 7 Taf., 10 Fig., Teil 2: Band 7, 1892, Heft 1 u.2, S. 98 – 160, 5 Taf., Teil 3: Band 9, 1894, S. 162–277, 9 Taf., Alfred Hölder, Wien, Band 1, Band 2, Band 3
- Die triadischen Gastropoden der Marmolata und verwandter Fundstellen in den weissen Riffkalken Südtirols. Jahrbuch der kaiserlich-königlichen geologischen Reichsanstalt Band XLIV, 1894, Heft 1, S. 99 – 182, Tafel I – VI, Verlag der k. k. Geologischen Reichsanstalt, in Commission bei R. Lechner (W. Müller), Wien
- Die Gastropoden der Esinokalke, nebst einer Revision der Gastropoden der Marmolatakalke. Annalen des K.K. Naturhistorischen Hofmuseums, Band 14, 1899, Heft 1 – 2, S. 1 – 237, 18 Taf., Alfred Hölder, Wien
- Trias-Gastropoden des Bakonyer Waldes. Resultate der wissenschaftlichen Erforschung des Balatonsees. Bd.1. Teil1 (Paläontologie), Band 2  1900,  S. 1–57
- Die Cephalopoden der oberen Werfener Schichten von Muć in Dalmatien sowie von anderen dalmatinischen, bosnisch-herzegowinischen und alpinen Lokalitäten. Abhandlungen der Kaiserlich-Königlichen Geologischen Reichsanstalt, Band 20, Heft 1, Verlag der K.K. Geologischen Reichsanstalt, Wien 1903
- Salzkammergut, Führer für die Exkursionen des 9. Internat. Geologenkongresses Wien 1903
- Geologie der Umgebung von Sarajevo. Jahrbuch der kaiserlich-königlichen geologischen Reichsanstalt, Band 53, 1904, Heft 4, S. 515 – 748, Taf. XXI – XXIII, 1 Karte, Verlag der k. k. Geologischen Reichsanstalt, in Kommission bei R. Lechner (W. Müller), Wien
- Die Triasfossilien vom Heureka Sund. Report of the Second Norwegian Arctic expedition in the “Fram” 1898 – 1902, II, 7, 1 – 44, 3 Taf., Kristiania 1907
- Beiträge zur Kenntnis der Triasbildungen der nordöstlichen Dobrudscha, Denkschriften Wien, Math.-Naturwiss. Klasse, Band 81, 1908, S. 447–532.
- Materialien zu einer Monographie der Halobiidae und Monotidae der Trias, Resultate der wissenschaftlichen Erforschung des Balatonsees. Bd.1. Teil1 (Paläontologie), Band 2  1912,  S. 1–229